# Elden
Elden (italienska: Il fuoco) är en italiensk stumfilm från 1916, löst baserad på en roman med samma namn av Gabriele D'Annunzio. Den är i Italien känd främst för att den blev Pina Menichellis stora genombrott som filmskådespelare.

## Om filmen
Regissören Giovanni Pastrones filmer var för tiden ofta tämligen vågade och det gällde inte minst denna film. Pastrone förutsåg svårigheter med myndigheterna och gjorde därför filmen under pseudonymen Piero Fosco. Filmen blev klar hösten 1915 och fastnade, precis som Pastrone hade förutsett, i den italienska filmcensuren där handläggningen av ärendet tog flera månader. Genom sina kontakter i Spanien lyckades han få till en förhandsvisning där tre veckor före den officiella premiären i Italien (29 april 1916). Delvis tack vare uppståndelsen kring filmen blev Menichelli snabbt ett känt namn hos filmpubliken.

## Handling i huvuddrag
Filmen är indelad i tre akter:
- La favilla ('gnistan')
- La vampa ('lågan')
- La cenere ('askan')

Mario, en okänd konstnär (Febo Mari) som bor hos sin mor träffar av en slump en kvinna ur överklassen, en hertiginna (Pina Menichelli) vars hobby är att skriva poesi, när de ovetande om varandras existens söker inspiration på en öde strand. Han blir besatt av henne till den grad att han inte längre kan måla tavlor. Han letar och träffar henne igen i närheten av samma plats där de först sågs och försöker etablera kontakt. Hon avvisar honom först men är egentligen inte alls ointresserad och lämnar ett skrivet meddelande som antyder att han inte är chanslös. De träffas igen och hon följer med honom hem för att titta på hans konst. Tittandet urartar till en het omfamning men hon varnar honom samtidigt för att en relation mellan dem inte kan bli långvarig. 
Hon övertalar honom att flytta in i sitt palats och de inleder ett förhållande. Hans inspiration flödar åter, han målar en tavla av henne när hon ligger på en säng tämligen lättklädd. Hon överraskar honom dock med att utan förklaring sudda ut ett födelsemärke från målningen innan färgen har torkat. När den är klar ser hon till att han genom att ställa ut tavlan blir en känd konstnär. Utställningen blir en succé och paret firar med middag och vin. Strax före middagen har emellertid hertiginnan fått ett meddelande från sin tjänarinna om att hennes man hertigen strax återkommer från en längre resa. Spänningen med väntan på kritikernas reaktioner har i kombination med maten och vinet gjort Mario så utmattad att när firandet ska fortsätta på en divan somnar han ifrån henne. Hon kysser honom på kinden och lägger ett täcke över honom. Sedan går hon ut till sin sportbil och åker iväg.
När Mario vaknar något bakfull upptäcker han till sin förvåning att han är ensam och att det pågår en ommöblering i palatset. Han blir upplyst om att palatset har varit uthyrt och nu är hyresavtalet uppsagt med omedelbar verkan. Flyttarbetarnas chef ger honom ett brev som innehåller en check på 30 000 lire och ett kort handskrivet meddelande om att alla drömmar slutar med ett uppvaknande. Han återvänder till sin mor för att söka tröst men har tappat all inspiration och försöker förstöra sitt senaste verk men modern hindrar honom. Han lämnar hemmet för att resa bort, utan något bestämt mål. I en storstad råkar han se när prominenta gäster kliver ur en vagn för att gå in på en fest av något slag och känner igen sin älskade tillsammans med en välklädd man i cylinderhatt. Han följer efter paret in och konfronterar henne men hon låtsas inte känna igen honom. Den välklädde mannens undran om vem den påflugne främlingen är, avfärdar hon med att han måste vara galen. Mario blir mycket upprörd och några festdeltagare för handgripligen bort honom från platsen. Han kollapsar och blir bortförd i en bil, uppenbarligen till ett sjukhus. I filmens sista scen ser man Mario sittande ensam i ett kalt rum, småskrattande och lekande med vikta pappersfigurer. Han stirrar mot kameran med vitt uppspärrade ögon och det är uppenbart att han nu är galen på riktigt.